# 二枚鑑札
二枚鑑札（にまいかんさつ）とは、大相撲において、現役の力士または行司が年寄を兼務することである。他に、芸妓が娼妓を兼ねることも二枚鑑札と呼ばれる。

## 概要
「二枚鑑札」は、明治時代に力士と年寄とがそれぞれ営業鑑札を警察から受け取ることが制度化された際に、兼務している者は力士用と年寄用との二枚の鑑札を必要としたことから始まった用語である。
明治から大正にかけてはしばしば見られ、年寄名で土俵に上がったものもいたが、昭和の東西合併からは徐々に少なくなった。昭和10年代に増加したが、戦後（1958年）になって行司の年寄兼任が廃止された際に、力士の二枚鑑札も実質的に廃止となったと考えられている。
その後のケースとしては、1959年11月から1960年5月まで、8代春日野（元横綱・栃木山守也）の死去によって横綱栃錦清隆が9代春日野を襲名したのが例外的なものである。この時は栃錦が相撲協会の看板たる横綱であり、引退間近と考えられていなかったことから特例として認められた。
以後は親方の停年退職の際に、部屋の継承予定者がまだ現役のため、以前では二枚鑑札になったと思われるケースでも（1980年以降では星甲昌男の陸奥部屋、羽黒山治の立浪部屋、琴櫻傑將の佐渡ヶ嶽部屋、高見山大五郎の東関部屋、大豊昌央の荒汐部屋）、いずれの場合も継承者（星岩涛祐二・旭豊勝照・琴ノ若晴將・潮丸元康・蒼国来栄吉）が現役を引退して年寄を襲名し、部屋を継承している。
大昇充宏の春日山部屋は一度閉鎖して、後継者予定の春日富士晃大ほか力士たちは安治川部屋に預けられ、春日富士は現役引退後、師匠の停年退職から7年後に部屋を再興した。旭國斗雄の大島部屋も同例といえる（後継者予定の旭天鵬勝が現役続行を希望したため、友綱部屋に預けられる。なお旭天鵬は2017年に友綱部屋を継承したが、2022年1月場所後、半年後に定年後再雇用の期限切れを迎える元魁輝の先代友綱親方と名跡を再交換して『大島部屋』を再興している）。
また、2007年10月に時津風部屋力士暴行死事件を受け元双津竜順一の時津風親方が解雇された際には、時津風部屋所属の現役の幕内力士であった時津海正博が事態を収拾するために現役を引退して時津風部屋を継承した。
1975-76年の二所ノ関部屋継承騒動の際にも、後継に決定した現役力士の金剛正裕は二枚鑑札ではなく現役を引退しての継承（前二所ノ関である佐賀ノ花勝巳が亡くなってからは元十勝岩豊の湊川親方が暫定二所ノ関を務め、金剛引退と同時に名跡を譲って湊川に戻った）としている。

二枚鑑札の力士の断髪式は師匠による止め鋏が不可能であるため、一門総帥の親方などが止め鋏を入れる。前田山英五郎については入門時の師匠である朝潮太郎 (2代)が入れた。
なお、琴ノ若晴將は部屋継承予定者となった後の師匠入院中に現役でありながら師匠代理を務めており（部屋付きの親方は複数所属していたが琴ノ若が務めた）、部屋力士の断髪式で止め鋏を入れたこともある。

## 二枚鑑札の例

### 一覧
| 年寄名 | 二枚鑑札期間                               | 四股名     |
| ------ | ------------------------------------------ | ---------- |
| 朝日山 | 1918年（大正7年）1月-1921年（大正10年）6月 | 鉄甲宗五郎 |
| 東関   | 1870年（明治3年）11月                      | 東関庄助   |

など

## 昭和以後の二枚鑑札の例

### 一覧
| 年寄名   | 二枚鑑札期間                                 | 四股名                                     |
| -------- | -------------------------------------------- | ------------------------------------------ |
| 朝日山   | 1944年（昭和19年）1月-1947年（昭和22年）6月  | 二瀬川政一                                 |
| 東関     | 1924年（大正13年）5月-1930年（昭和5年）3月   | 鞍ヶ嶽楯右エ門（土俵上でも東関を名乗った） |
| 阿武松   | 1951年（昭和26年）5月-1958年（昭和33年）5月  | 式守鬼一郎（行司）                         |
| 鏡山     | 1951年（昭和26年）5月-1958年（昭和33年）5月  | 式守勘太夫 (5代)（行司）                   |
| 春日野   | 1959年（昭和34年）11月-1960年（昭和35年）5月 | 栃錦清隆                                   |
| 粂川     | 1938年（昭和13年）1月-1939年（昭和14年）5月  | 鏡岩善四郎                                 |
| 式秀     | 1943年（昭和18年）5月-1945年（昭和）20年11月 | 有明五郎                                   |
| 陣幕     | 1942年（昭和17年）1月-1944年（昭和19年）1月  | 青葉山徳雄                                 |
| 高砂     | 1942年（昭和17年）1月-1949年（昭和24年）10月 | 前田山英五郎                               |
| 立浪     | 1953年（昭和28年）1月-1953年（昭和28年）9月  | 羽黒山政司                                 |
| 千賀ノ浦 | 1936年（昭和11年）1月-1937年（昭和12年）5月  | 綾川五郎次                                 |
| 錦島     | 1956年（昭和31年）9月-1958年（昭和33年）1月  | 木村今朝三（行司）                         |
| 二所ノ関 | 1935年（昭和10年）1月-1938年（昭和13年）5月  | 玉錦三右エ門                               |
| 二所ノ関 | 1939年（昭和14年）1月-1945年（昭和20年）11月 | 玉ノ海梅吉                                 |
| 二所ノ関 | 1951年（昭和26年）9月-1952年（昭和27年）1月  | 佐賀ノ花勝巳                               |
| 富士ヶ根 | 1942年（昭和17年）1月-1945年（昭和20年）11月 | 若港三郎                                   |
| 陸奥     | 1937年（昭和12年）1月-1941年（昭和16年）5月  | 大潮清治郎                                 |
| 山科     | 1937年（昭和12年）1月-1944年（昭和19年）1月  | 大邱山高祥                                 |
| 若藤     | 1936年（昭和11年）1月-1937年（昭和12年）1月  | 越ノ海東治郎                               |

※本場所基準、名跡の五十音順

### 備考
なお、双葉山定次が現役中の昭和17年1月に特例として双葉山道場という形で独立して部屋を開くことを許され、昭和20年11月の引退・年寄時津風襲名まで現役力士と双葉山道場（現：時津風部屋）の指導者を兼任していた。
また、吉葉山潤之輔も全ての横綱に一代年寄が認められていた当時の規定で現役中に吉葉山道場を創設し、引退後に年寄宮城野を襲名して宮城野部屋と改称し、2024年3月場所まで続いている（2024年5月場所以後は閉鎖され、伊勢ヶ濱部屋預かりとなっている）。その宮城野部屋では竹葉山真邦が2度目の宮城野部屋師匠の時代、部屋の横綱の白鵬翔が現役時代後半より実質的に師匠を兼任していたとみられ、その間白鵬の内弟子から大喜鵬将大、石浦鹿介、炎鵬晃、北青鵬治を関取に育てているが、2022年に正式に部屋を継ぐまでは宮城野部屋師匠として見られなかった。
二枚鑑札の力士が部屋の師匠を務めていた場合、自身の力士としての休場届を、受理する側の部屋の師匠の立場でそのまま協会に届け出ることができる特権があった。このことが前田山英五郎の休場後の野球観戦で、職権乱用として問題視された。